# 로어노크 밸리 레벨스
| 로어노크 밸리 레벨스 | |
| 콘퍼런스             | |
| 디비전               | 이스트 디비전 (1990년~1992년) |
| 설립연도             | 1990년 |
| 해체연도             | 1992년 |
| 역사                 | 내슈빌 사우스 스타스 (1981년~1983년) 버지니아 랜서즈 (1983년~1990년) 로어노크 밸리 레벨스 (1990년~1992년) 로어노크 밸리 램페이지 (1992년~1993년) 헌츠빌 블래스트 (1993년~1994년) 탤러해시 타이거 샤크스 (1994년~2001년) 메이컨 우피 (2001년~2002년) 렉싱턴 맨오워 (2002년~2003년) 유타 그리즐리스 (2005년~현재) |
| 경기장               | 란슬롯 스포츠 콤플렉스 |
| 연고지               | 버지니아주 빈턴 |
| 상징색               | 파랑, 빨강, 하양 |
| 구단주               | |
| 단장                 | |
| 감독                 | |
| NHL 제휴             | |
| AHL 제휴             | |
| 정규시즌 우승        | |
| 콘퍼런스 우승        | |
| 디비전 우승          | |
| 켈리 컵              | |
| 영구 결번            | |

로어노크 밸리 레벨스(Roanoke Valley Rebels)는 미국 버지니아주 빈턴을 연고지로 하는 1990년부터 1992년까지 ECHL 소속되었던 아이스 하키팀이다.

## 역대 홈경기장
| 경기장                 | 사용기간      | 수용인원 | 장소            | 비고 |
| ---------------------- | ------------- | -------- | --------------- | ---- |
| 로어노크 밸리 레벨스   |               |          |                 |      |
| 란슬롯 스포츠 콤플렉스 | 1990년~1992년 | 빈칸     | 버지니아주 빈턴 | 빈칸 |